# Herrenhaus Zodel

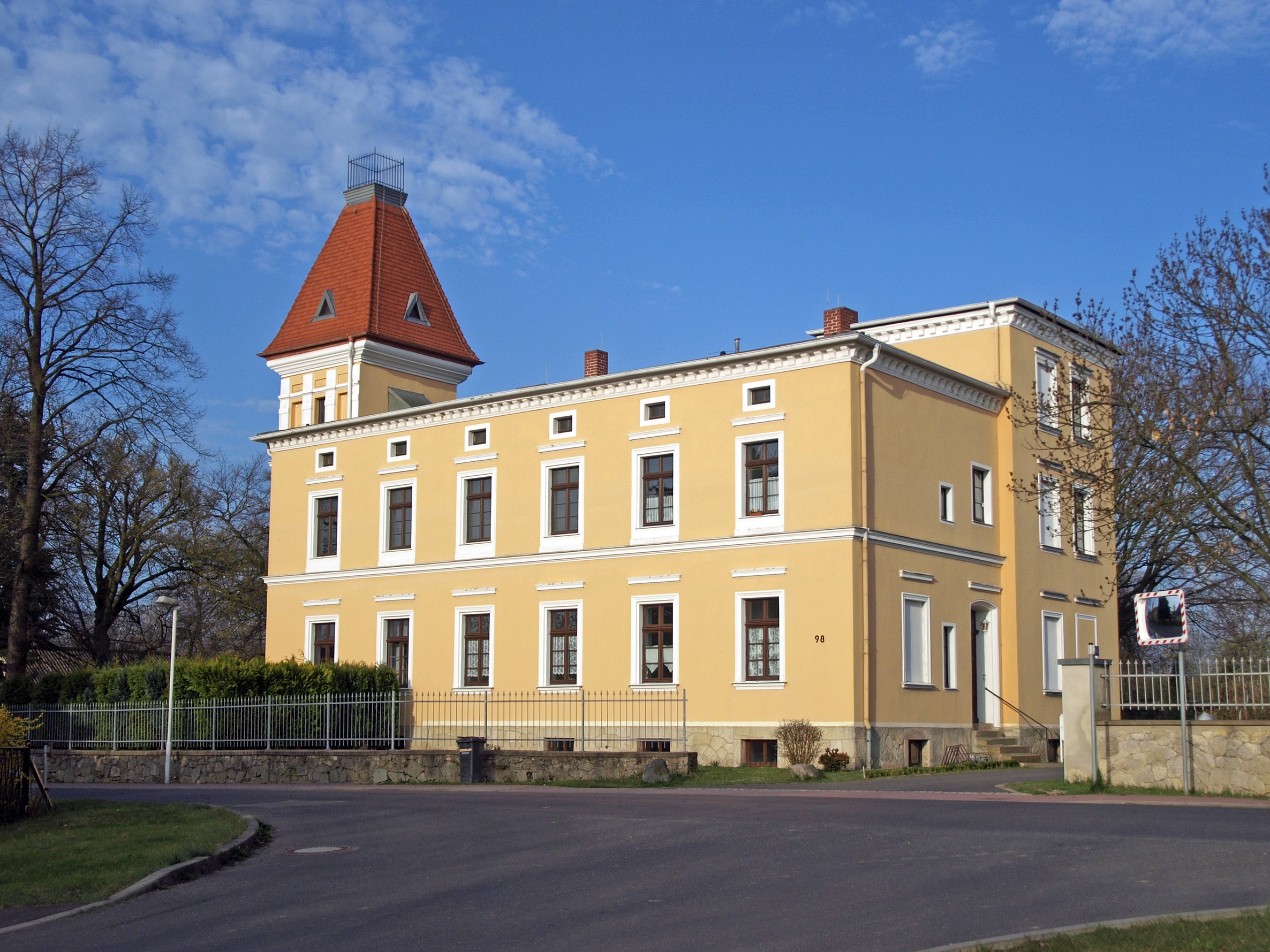
Herrenhaus Zodel (2015)

Das Herrenhaus Zodel ist ein Herrenhaus im Ortsteil Zodel der Gemeinde Neißeaue im Landkreis Görlitz in der sächsischen Oberlausitz. Das frühere Hauptgebäude des auch als Nesselgut bezeichneten Rittergutes Nieder Zodel steht aufgrund seiner bau- und ortsgeschichtlichen Bedeutung unter Denkmalschutz.

## Geschichte und Architektur
Das Gut Nieder Zodel wurde spätestens im Jahr 1445 erwähnt und um 1567 zum Rittergut erhoben. Das Gut befand sich damals jedoch an einer anderen Stelle, im Jahr 1803 wurde es durch einen Brand vollständig zerstört. Erst im Jahr 1860 wurde das heutige Herrenhaus an seiner jetzigen Stelle wieder aufgebaut. Im Jahr 1893 ließen die damaligen Gutsbesitzer, die Familie Frenzel, eine Erweiterung des Herrenhauses vornehmen. 1930 wurde das Rittergut Nieder Zodel von Adolf Nessel gekauft, womit es zu seinem umgangssprachlichen Namen Nesselgut kam. Bei der Bodenreform in der Sowjetischen Besatzungszone nach dem Zweiten Weltkrieg wurde Adolf Nessel enteignet. Die landwirtschaftlichen Flächen wurden an Neubauern verteilt, in dem Herrenhaus wurden Wohnungen eingerichtet. In den 1990er Jahren wurde das Gebäude von der Gemeinde Neißeaue saniert, heute befindet sich neben Wohnungen noch ein Blumengeschäft im ehemaligen Herrenhaus.
Das Herrenhaus ist eine zweigeschossige villenartige Anlage im Stil des Klassizismus. An der nordwestlichen Gebäudeecke befindet sich ein dreigeschossiger Anbau mit zwei Achsen, insgesamt ist das Gebäude achtachsig. Auf der Hofseite befindet sich ein Eingangsportal, dem eine Freitreppe vorgelagert ist. Die Fassade ist mit Fenstergesims gegliedert, die Traufe ist mit Zinnenfries versehen. Am Südteil des Herrenhauses ist ein dreigeschossiger Turm mit Zeltdach angebaut.